# پاسادنا ۲۲۰۰
سیارک ۲۲۰۰ (به انگلیسی: 2200 Pasadena، نامگذاری:6090P-L) دو هزار و دویستمین سیارک کشف شده‌است که در ۲۴ سپتامبر ۱۹۶۰ کشف شد.
قدر مطلق سیارک برابر ۱۳٫۴۰ است.